# Carlos Santana
Carlos Augusto Alves Santana (ur. 20 lipca 1947 w Autlán de Navarro, Meksyk) – muzyk, gitarzysta rockowy i jazzowy, długoletni lider i jedyny stały członek zespołu grającego rock latynoski – Santana. Znany również z solowej kariery.

## Działalność muzyczna
Ojciec Carlosa był zawodowym skrzypkiem i jego nauczycielem gry na tym instrumencie. Już jako dziecko Carlos grał na skrzypcach w grupie ojca. Gdy jednak pierwszy raz usłyszał bluesa i rock and rolla, zamienił instrument na gitarę.
Na początku lat sześćdziesiątych rodzina Santanów wyemigrowała do Kalifornii, gdzie Carlos włączył się w rozwijającą się scenę muzyki rockowej. W 1966 założył swoją pierwszą grupę Santana Blues Band, której nazwę wkrótce skrócono do Santana. Popularność grupa zyskała po występie na festiwalu w Woodstock. Carlos oraz jego grupa zostali zaliczeni do inicjatorów i przedstawicieli stylu rock latynoski.
Począwszy od roku 1972, Carlos rozpoczął także karierę solową, włączając się w nurt eksperymentalnego jazzu i jazz-rocka. Występował i nagrywał z takimi muzykami jak John McLaughlin, Herbie Hancock, Billy Cobham, Wayne Shorter, Buddym Milesem i innymi. Lata osiemdziesiąte i dziewięćdziesiąte były okresem spadku popularności. Na scenę muzyczną powrócił z albumem Supernatural wydanym w 1999 roku. To eklektyczne wydawnictwo było zbiorem piosenek nagranych z czołowymi gwiazdami rocka i popu, głównie młodego pokolenia. Na płycie znalazły się takie przeboje, jak: Smooth nagrany z Robem Thomasem z grupy Matchbox Twenty, Maria, Maria z grupą The Product G&B, Put Your Lights On z Everlast'em, czy Corazón Espinado z zespołem Maná.
W 1998 roku Carlos Santana wraz ze swoją grupą (w oryginalnym składzie) został wprowadzony do Rock and Roll Hall of Fame. W 2003 roku został sklasyfikowany na 15. miejscu listy 100 najlepszych gitarzystów wszech czasów magazynu Rolling Stone. Wziął udział w Experience Hendrix Tribute Tour, tournée poświęconemu Jimiemu Hendrixowi.

## Publikacje
- Carlos Santana, Ashley Kahn, The Universal Tone: Bringing My Story to Light, Little, Brown and Company, 2014, ISBN 978-0-316-24492-3 (wyd. polskie: Carlos Santana, Uniwersalny ton. Historia mojego życia, tłum. Iwona Michałowska-Gabrych, wyd. Bukowy Las 2015,ISBN 978-83-64481-78-9).

## Dyskografia
| Albumy studyjne - Love Devotion Surrender (1973) - Illuminations (1974) - Oneness: Silver Dreams Golden Realities (1979) - The Swing of Delight (1980) - Havana Moon (1983) - Blues for Salvador (1987) - Santana Brothers (1994) Albumy koncertowe - Carlos Santana & Buddy Miles! Live! (1972) - Carlos Santana Live (2004) - Carlos Santana and Wayne Shorter (2007) |  | Kompilacje - Magic of Carlos Santana (2001) - The Latin Sound of Carlos Santana (2003) - Carlos Santana (2004) - Very Best of Carlos Santana (2005) - Carlos Santana (2006) - Havana Moon/Blues for Salvador (2007) - Multi-Dimensional Warrior (2008) |

## Filmografia
- „Miles Electric: A Different Kind of Blue” (2004, film dokumentalny, reżyseria: Murray Lerner)[8]
- „Uwaga! Mr. Baker” (2012, film dokumentalny, reżyseria: Jay Bulger)[9]
- „B.B. King: The Life of Riley” (2012, film dokumentalny, reżyseria: Jon Brewer)[10]
- „Sweet Blues: A Film About Mike Bloomfield” (2013, film dokumentalny, reżyseria: Bob Sarles)[11]
- „Paco de Lucía: la búsqueda” (2014, film dokumentalny, reżyseria: Curro Sánchez)[12]
- „Wayne Shorter: Zero Gravity” (2015, film dokumentalny, reżyseria: Dorsay Alavi)[13]